# Gnathia cryptopais
Gnathia cryptopais är en kräftdjursart som beskrevs av Barnard 1925. Gnathia cryptopais ingår i släktet Gnathia och familjen Gnathiidae. Inga underarter finns listade i Catalogue of Life.